# Národní park Nieuw Land
Národní park Nieuw Land (česky „Nová země“) je chráněné území nacházející se v nizozemské provincii Flevoland. K vyhlášení národního parku došlo v roce 2018. Jeho rozloha je 289 km² a zahrnuje jak část pevniny polderu Flevopolder a umělých ostrovů Marker Wadden, tak i vodní plochu přehradního jezera Markermeer. Celé toto území se rozprostírá v prostoru původního mořského zálivu Zuiderzee, jedná se o krajinu kompletně formovanou lidským plánováním a stavební činností.
Je významným hnízdištem vodního ptactva, bažinatá a močálovitá krajina je i pastvinou velkých kopytníků jako např. jelena evropského, konika, či zpětně šlechtěného pratura.

## Fotogalerie

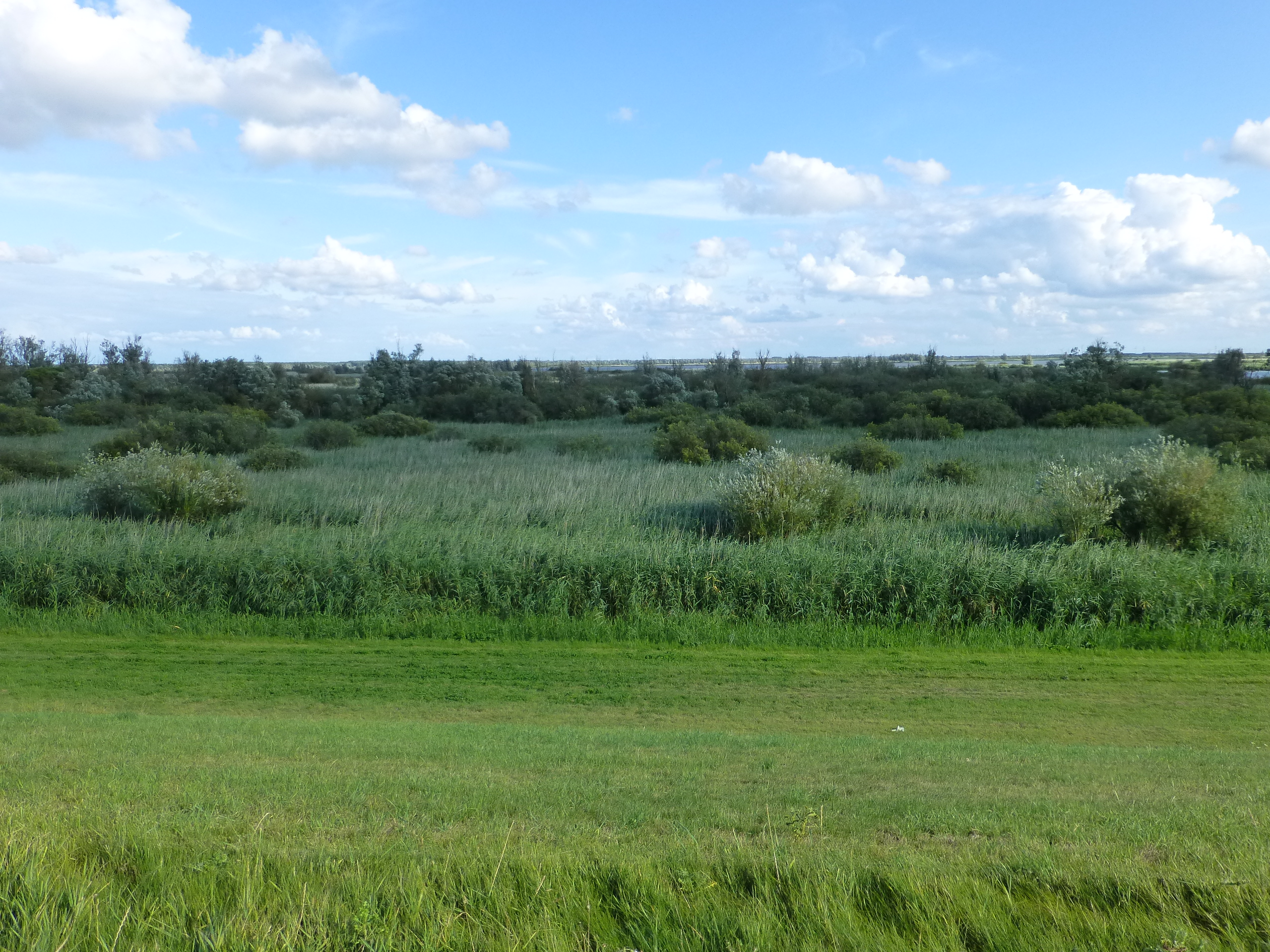
krajina parku
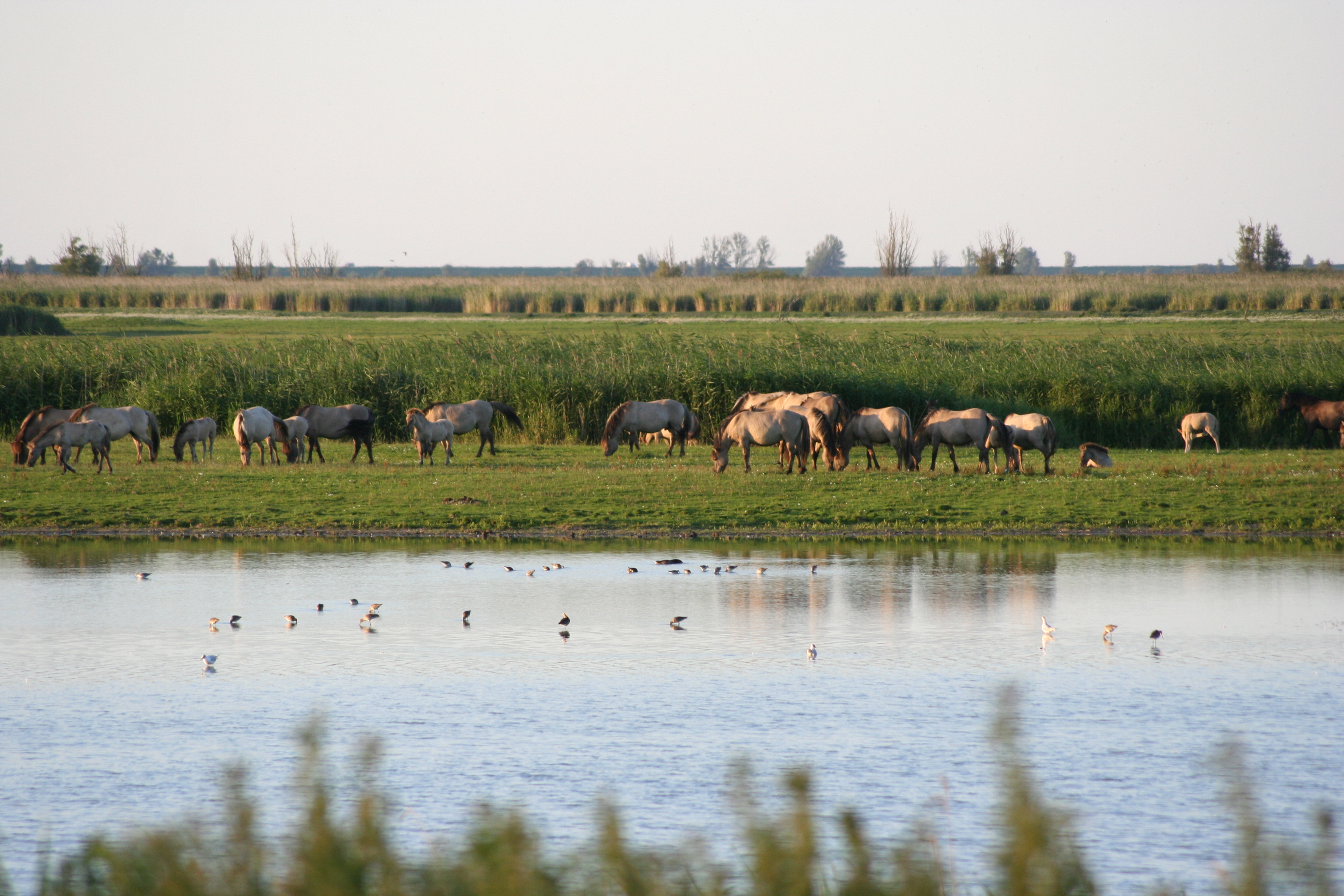
konici v parku
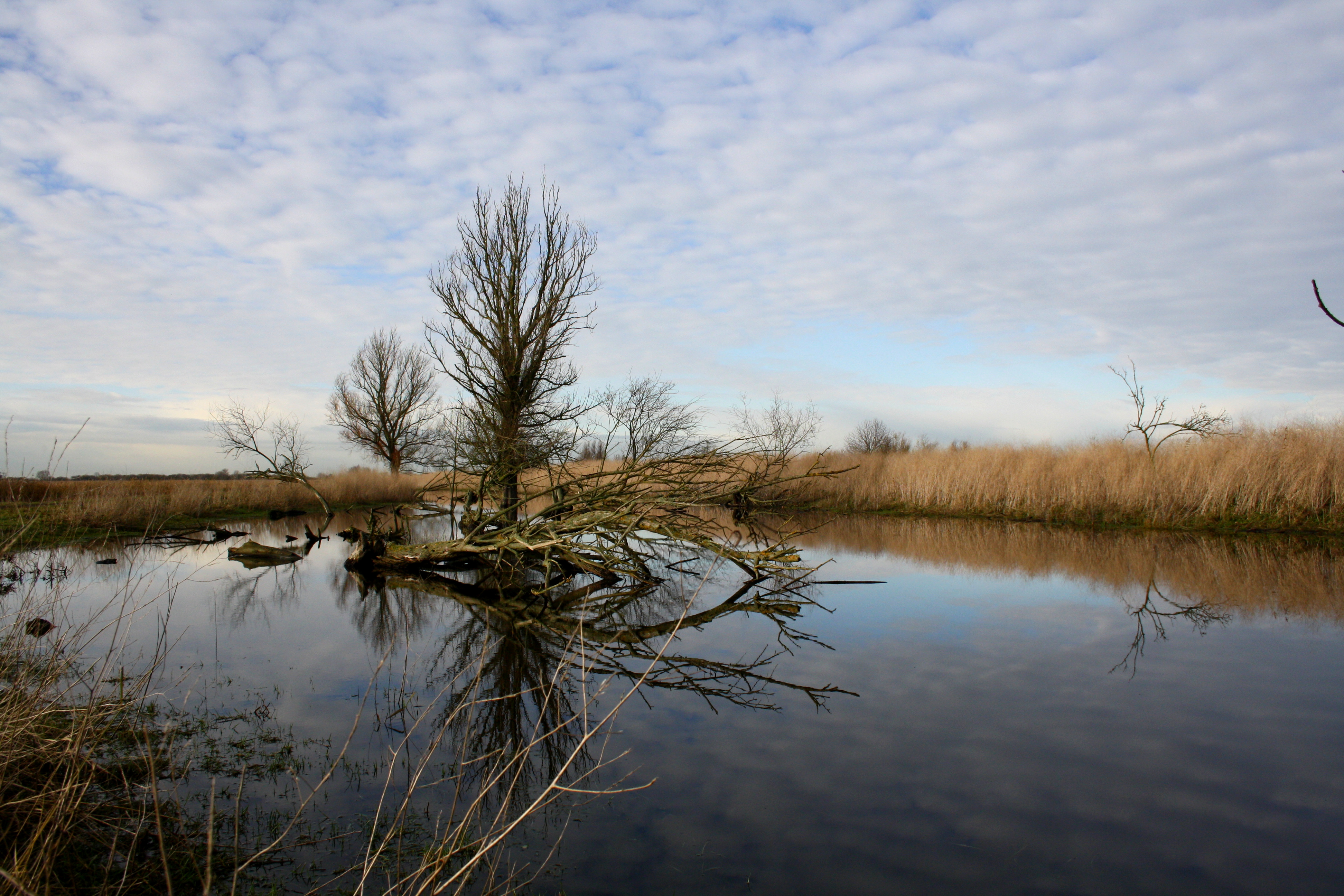
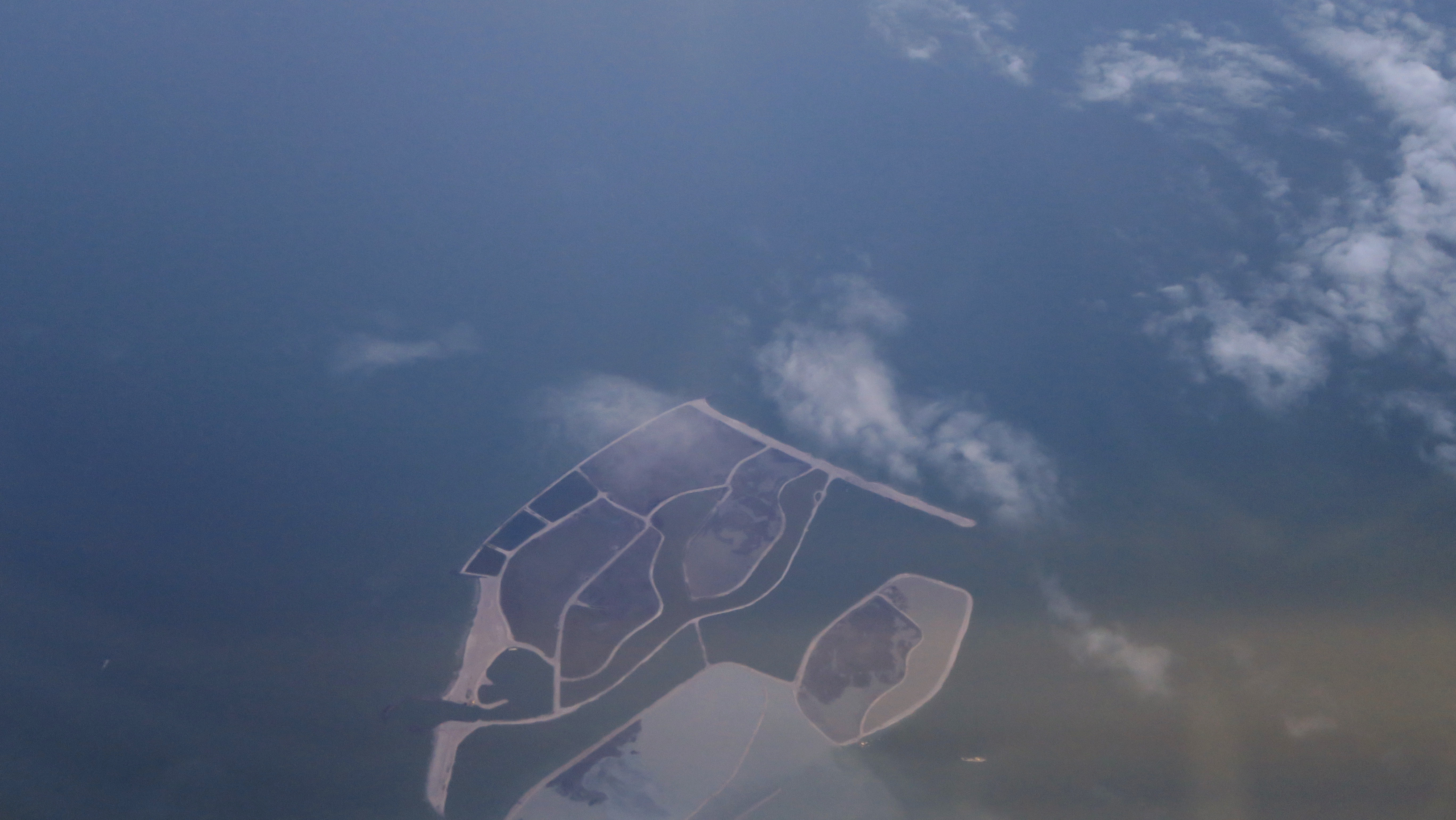
Marker Wadden (07/2017)